# Wiewohl
Wiewohl ist ein Ortsteil der Gemeinde Dähre im Altmarkkreis Salzwedel in Sachsen-Anhalt.

## Geographie
Das Straßendorf Wiewohl liegt im nordwestlichen Teil der Altmark sieben Kilometer nordwestlich von Dähre und rund 25 Kilometer westlich der Kreisstadt Salzwedel am Grabower Graben, der in die Salzwedeler Dumme mündet.. Die Landesgrenze zwischen Sachsen-Anhalt und Niedersachsen ist rund einen Kilometer entfernt.
Nachbarorte sind das niedersächsische Müssingen im Norden, Dahrendorf im Osten, Lagendorf im Südosten und Holzhausen im Südwesten.

## Geschichte

### Mittelalter bis Neuzeit
Der Ort war ursprünglich ein hufeisenförmiges Rundplatzdorf. Im Jahre 1242 wird das Dorf Wiewohl erstmals als villa Wiewelle erwähnt, als das Kloster Diesdorf Einkünfte davon erhielt. Im Jahre 1395 gab Olrik Buckmasten seinen Töchtern im Kloster Diesdorf auf Lebenszeit den Schulzenhof in Wynwal. Die Brüder Bocmasten verkauften 1404 das Dorf Winwale an das Kloster. Er folgen weitere Stiftungen an das Kloster. 1427 verlieh Markgraf Johann das Dorf an den rechten Lehnserben, da der Verkauf durch die Brüder ohne lehnsherrlichen Konsens erfolgt war.
Im Jahre 1428 kam der restliche Teil des Dorfes von der Familie Buchmast (Bukmast) an das Kloster Diesdorf, nachdem das Kloster es von der Familie gekauft hatte. Weitere Nennungen sind 1458 Wiwale, 1527 wiwal, 1585 Dorf Wiwoll, 1687 Wiewoll und schließlich 1804 Wiewohl.
Durch seine Lage nahe der innerdeutschen Grenze befand sich der Ort innerhalb der ab 1954 eingerichteten 5-km-Sperrzone. Im Zuge der Wende erhielten die rechtmäßigen Eigentümer ihre Liegenschaften zurück.
Ein markantes Bauwerk ist der 1911 erbaute Trafoturm in der Ortsmitte, der seit dem Jahr 2019 nicht mehr in Betrieb ist. Bei Dorffesten soll der Turm als Ausstellungsareal für die Ortschronik genutzt werden.

### Herkunft des Ortsnamens
Heinrich Sültmann erkennt in der ersten Silbe das althochdeutsche Wort „wih“ für „geweiht“, „Heiligtum“ und in der zweiten Silbe die sprachlich verwandten Worte „welle“ oder „wallen“ aus althochdeutsch „wallan“ für „hervorquellen“. Das Dorf liegt an der Quelle eines Dummearmes.

### Archäologie
1986 wurden als geschützte Bodendenkmale genannt: Ein Hügelgrab nordwestlich des Dorfes, zwei Gräber westlich, drei nördlich und im Wald drei Hügelgräber und zerstörte Megalithgräber. In der Dorfchronik heißt es dazu: „Auf dem Küster-Acker oben auf dem Hügel befand sich ein kleines Großsteingrab. Der größte Teil der Steine wurde von Dorfleuten für verschiedene Bauvorhaben entfernt, wahrscheinlich ohne gleich zu wissen, dass hier ein Bodendenkmal zerstört wurde.“
Außerdem wurde von steinzeitlichen Steinbeilfunden berichtet.
In der Nähe des Kirchhofes wurden 15 Scherben geborgen, die auf 10. bis 11. Jahrhundert datiert wurden. Sie werden Landesmuseum für Vorgeschichte Halle (Saale) aufbewahrt. Der Kirchhof ist der Ortsfriedhof nördlich des Dorfes.

### Schenkenburg
1,5 Kilometer westlich von Wiewohl, unmittelbar nördlich der Flurgrenze befindet sich eine ganz flache, mit Wald bestandene Erhebung im Wiesengelände, Schenkenburg genannt. Auf dem Flurstück, das bereits zur Zeit der Separation eine rechteckige Begrenzung ohne Unterteilung besaß, sind keine Befestigungsreste zu erkennen.

### Eingemeindungen
Wiewohl gehörte ursprünglich zum Salzwedelischen Kreis der Mark Brandenburg in der Altmark. Von 1807 bis 1813 lag es im Kanton Diesdorf auf dem Territorium des napoleonischen Königreichs Westphalen. Nach weiteren Änderungen kam es 1816 in den Kreis Salzwedel, den späteren Landkreis Salzwedel im Regierungsbezirk Magdeburg in der Provinz Sachsen in Preußen.
Am 20. Juli 1950 wurden die Gemeinden Wiewohl und Markhausen (mit dem Ortsteil Holzhausen) aus dem Landkreis Salzwedel zur Gemeinde Holzhausen zusammengeschlossen. 1973 wurde der Ortsteil Wiewohl nach Lagendorf umgemeindet.
Der Gemeinderat Lagendorf beschloss am 8. Mai 2008 die Auflösung der Gemeinde und die Vereinigung mit den Gemeinden Bonese und Dähre zu einer neuen Gemeinde mit dem Namen Dähre. Dieser Vertrag trat am 1. Januar 2009 in Kraft. So kam Wiewohl am 1. Januar 2009 als Ortsteil zu Dähre.

### Einwohnerentwicklung
| Jahr | Einwohner |
| ---- | --------- |
| 1734 | 33        |
| 1774 | 57        |
| 1789 | 51        |
| 1798 | 46        |
| 1801 | 48        |
| 1818 | 53        |

| Jahr | Einwohner |
| ---- | --------- |
| 1840 | 86        |
| 1864 | 89        |
| 1871 | 96        |
| 1885 | 79        |
| 1892 | [0]85     |
| 1895 | 92        |

| Jahr | Einwohner |
| ---- | --------- |
| 1900 | [0]079    |
| 1905 | 084       |
| 1910 | [0]099    |
| 1925 | 095       |
| 1939 | 072       |
| 1946 | 108       |

| Jahr | Einwohner |
| ---- | --------- |
| 2015 | [00]35    |
| 2018 | [00]25    |
| 2020 | [00]23    |
| 2021 | [00]28    |
| 2022 | [00]26    |
| 2023 | [0]22     |

Quelle, wenn nicht angegeben, bis 1946:

## Religion
Die evangelischen Christen aus Wiewohl gehören zur Kirchengemeinde Lagendorf, die zur Pfarrei Lagendorf gehörte. Seit 2003 gehört die Kirchengemeinde Lagendorf zum Kirchspiel Dähre-Lagendorf und heute auch zum Pfarrbereich Osterwohle-Dähre des Kirchenkreises Salzwedel im Bischofssprengel Magdeburg der Evangelischen Kirche in Mitteldeutschland.

## Wirtschaft und Infrastruktur
Dominierend ist die Landwirtschaft. Im Jahre 1963 entstand die LPG Typ I „Heimatland“ in Wiewohl, die 1968 an LPG „Neues Leben“ Lagendorf angeschlossen wurde. Zu DDR-Zeiten gab es in dem Ort eine Schweinezucht und -mast der Rasse Leicoma in einer Schweinemastanlage. Im Jahre 2021 war die SMA Wiewohl als Futtermittelunternehmer registriert.

## Verkehr

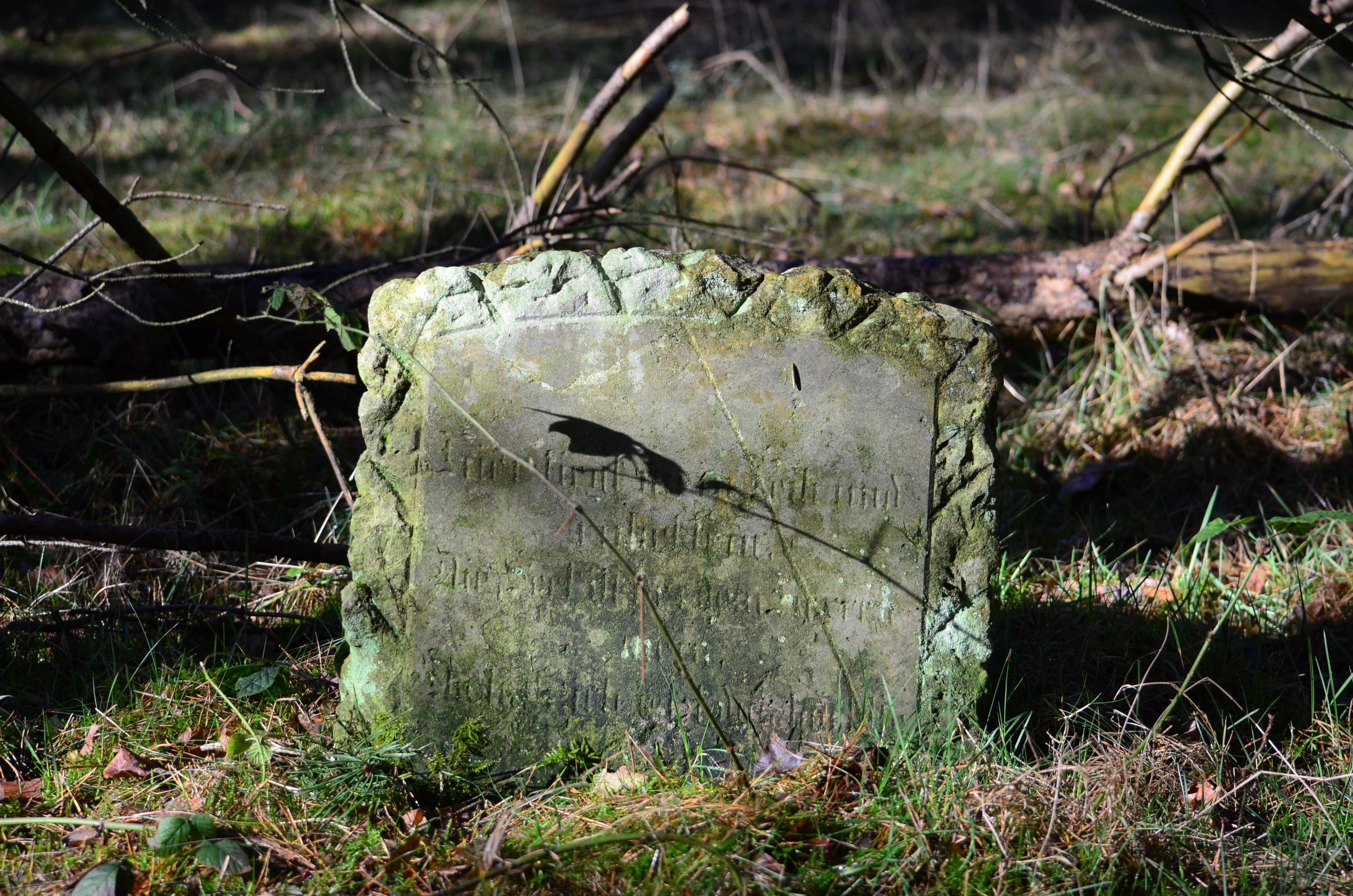
Gedenkstein am Grünen Band nördlich von Wiewohl

Durch das Dorf führen die Kreisstraße 1409 und der Radwanderweg „Am Grünen Band“. Das Grüne Band beginnt nördlich des Dorfes.
Es verkehren Linienbusse und Rufbusse der Personenverkehrsgesellschaft Altmarkkreis Salzwedel.